# Черка
Черка (устар. Чирка) — река в Татарстане, правый приток Свияги. Протекает по северо-востоку Буинского района. Устье в 109 км по правому берегу реки Свияга. Длина реки — 12 км. Площадь водосборного бассейна — 40,9 км².
От истока течёт на запад, в среднем течении поворачивая на северо-запад. В пойме Свияги река делает поворот на юг по остаткам её старого русла. Высота устья — 64 м над уровнем моря.
Сток сильно зарегулирован. В верховьях на реке имеются два крупных пруда, имеются пруды также на притоках.
В среднем течении на правом берегу расположено с. Большое Фролово — единственный населённый пункт в бассейне реки. У верхнего края села реку пересекает автодорога Р241 «Казань — Ульяновск».

## Данные водного реестра
По данным государственного водного реестра России относится к Верхневолжскому бассейновому округу, водохозяйственный участок реки — Свияга от села Альшеево и до устья, речной подбассейн реки — Волга от впадения Оки до Куйбышевского водохранилища (без бассейна Суры). Речной бассейн реки — (Верхняя) Волга до Куйбышевского водохранилища (без бассейна Оки).
Код водного объекта в государственном водном реестре — 08010400612112100002577.